# Acacia petraea
Acacia petraea är en ärtväxtart som beskrevs av Leslie Pedley. Acacia petraea ingår i släktet akacior, och familjen ärtväxter. IUCN kategoriserar arten globalt som livskraftig. Inga underarter finns listade i Catalogue of Life.